# Sicyos alba
Sicyos alba là một loài thực vật có hoa trong họ Cucurbitaceae. Loài này được (H. St. John) Telford miêu tả khoa học đầu tiên.